# Corporate Language
Der Begriff Corporate Language (ugs. auch Unternehmenssprache) beschreibt den individuellen und charakterisierenden Sprachstil und -gebrauch eines Unternehmens. Somit wird unter dem Begriff Corporate Language die sprachliche Identität des Unternehmens verstanden.
Sie bildet einen Teilbereich des Selbstbilds eines Unternehmens, der sog. Corporate Identity.

## Hintergrund
Als Marketinginstrument eingesetzt, kann Sprache die Persönlichkeit von Marken und Unternehmen definieren und stärken. Die Aufgabe der Corporate Language besteht demnach darin, Markenwerte und Unternehmensphilosophien in ein vereinheitlichtes Sprachbild zu übersetzen. Die Corporate Language ergänzt die Funktion eines Corporate Designs auf verbaler Ebene. Sie unterstreicht Sprachstil und Sprachkultur des Unternehmens und kommuniziert das Wesen einer Marke oder eines Unternehmens.

## Inhalte
Die Corporate Language umfasst den gesamten sprachlichen Auftritt eines Unternehmens, extern wie intern. In der externen Kommunikation gehören dazu beispielsweise Slogans, Anzeigen, Broschüren, Imagefilme, Internet-Auftritte ebenso wie Geschäftsberichte, E-Mails, Newsletter, Bedienungsanleitungen, Kundenbriefe und der Bereich Social Media. In der internen Kommunikation findet die Corporate Language Anwendung unter anderem in Rundschreiben, Management-Informationsbriefen, Mitarbeiterzeitschriften oder Aushängen. Idealerweise wird die Corporate Language schriftlich und mündlich umgesetzt.

## Grundsätze
Damit Corporate Language eine Brücke zwischen Unternehmen und Verbrauchern schlagen kann, sollte sie authentisch sein. Daher ist es unabdingbar, dass sie auf die Markenwerte einzahlt und sie sprachlich verdeutlicht.

## Umsetzung
Die Corporate Language findet Ausdruck in einem Sprachkonzept, dessen Umfang und Inhalt variieren kann. Meist definiert es jedoch, welche Wörter und Formulierungen konsequent einzusetzen bzw. zu vermeiden sind. Darüber hinaus legt sie fest, in welchem Zusammenhang sie verwendet werden und welche stilistischen Eigenheiten zu beachten sind. Zudem beinhaltet sie oft  Grammatik- und Rechtschreiberegeln.